# Greeting
Greeting (japonés: グリーティング "Guriitingu")es el primer álbum de la cantante japonesa Nami Tamaki, lanzado al mercado el día 25 de febrero del año 2004 bajo el sello Sony Music Entertainment Japan.

## Detalles
Todos los nombres de las canciones del álbum están escritas en inglés, con algunas excepciones en donde tiene nombre en japonés, pero no corresponden al inglés, en el caso de Ashita no Kimi, el nombre de la canción es japonés.

## Lista de canciones
| Posición en el álbum | Nombre                                                                            | Nombre aproximado al katakana       | Nombre aproximado al japonés                                    | Nombre en español                                       |
| -------------------- | --------------------------------------------------------------------------------- | ----------------------------------- | --------------------------------------------------------------- | ------------------------------------------------------- |
| 1                    | Eternal Voice                                                                     | エターナル・ヴォイス                | 永遠声 (Eien Goe)                                               | Voz Eterna                                              |
| 2                    | Believe                                                                           | ベリーヴ                            | 信ずる (Shinzuru)                                               | Creer                                                   |
| 3                    | day by day                                                                        | デーイ・バイ・デーイ                | 一日一日と (Ichi Nichi Ichi Nichi To)                           | Día por día                                             |
| 4                    | Complete                                                                          | コンプリート                        | 完成 (Kan Sei)                                                  | Completo                                                |
| 5                    | Be Positive <Hikari no Naka de Kagayaite> (Be Positive <光の中で輝いて>?)         | ビー・ポスィティヴ                  | 陽性である (Yousei De Aru )                                     | Ser positivo                                            |
| 6                    | NEVER STOP MY HEART -Kimi toiu Kiseki ni- (NEVER STOP MY HEART -君という奇蹟に-?) | ネヴェル・ストップ・マイ・ハート    | 決して私の心停止 (Kesshite Watashi No Kokoro Teishi)            | Nada detendrá mi corazón/El milagro de ti               |
| 7                    | Shining Star ☆Wasurenai Kara☆ (Shining Star ☆忘れないから☆?)                      | シャイニング・スター                | シャイニング星 (Shainingu Boshi)                                | Estrella brillante/☆No voy a olvidar☆ o ☆Para recordar☆ |
| 8                    | Realize                                                                           | リーライズ                          | 理解する (Rikai Suru)                                           | Realizar                                                |
| 9                    | Naked                                                                             | ネイキドゥ                          | 裸 (Hadaka)                                                     | Desnudo                                                 |
| 10                   | Destiny                                                                           | デースティニ                        | 運命 (Unmei)                                                    | Destino                                                 |
| 11                   | Ashita no Kimi (明日の君?)                                                        | El nombre de la canción es japonés  | El nombre de la canción es japonés                              | Hasta Mañana                                            |
| 12                   | Prayer                                                                            | プレイヤ                            | 祈り (Ino Ri)                                                   | Súplica o Ruego                                         |
| 13                   | Believe -Evidence01 Mix-                                                          | ベリーヴ -エヴィデンス01・ミックス- | 信ずる -証拠01ミックス- (Shinzuru -Shouko Zero Ichi Mikkusu - ) | Creer -Mix de Evidencia01-                              |

- Datos: Q3050034